# 内藤子生
内藤 子生（ないとう やすお、1912年2月27日 - 2003年9月2日）は、日本の航空技術者。中島飛行機の設計部員、富士重工業の取締役、東海大学の教授などを務めた。戦前は艦上偵察機「彩雲」、戦後は国産初の量産型ジェット機T-1の設計などを手掛けた。

## 生涯
第二高等学校、大阪帝国大学数学科を経て、飛行機の研究をするため、東京帝国大学工学部航空学科に入学。1937年（昭和12年）3月、東京帝国大学工学部航空学科を卒業。同期は東條輝雄、高山捷一、渋谷巌などで「花の十二年組」と呼ばれた。卒業論文は「翼性能に及ぼす乱れ及び規模効果の影響」。中島飛行機社長の中島知久平から連絡を受け、同級生の渋谷巌と共に向かい会社訪問で入社が決まった。

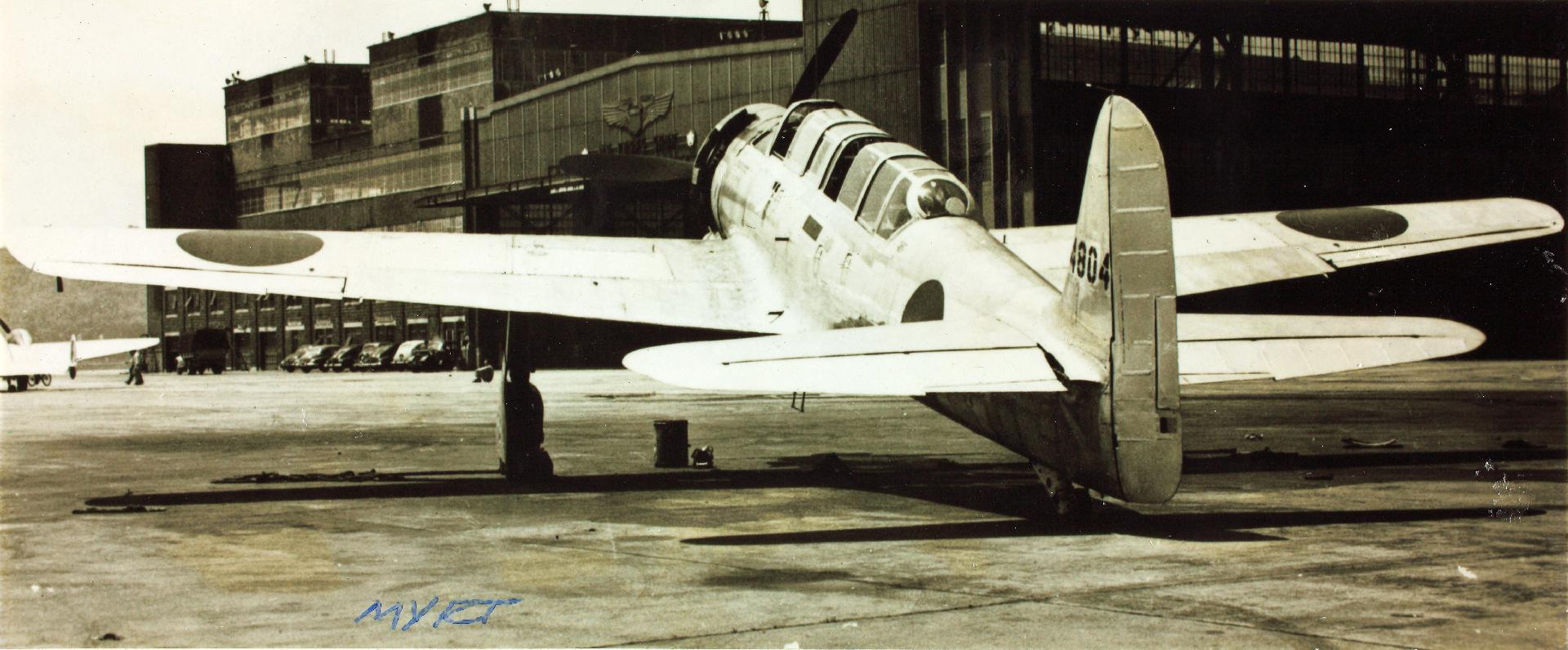
艦上偵察機 彩雲

1937年4月、中島飛行機に入社。海軍の高速偵察機「彩雲、ジェット戦闘機「橘花」の設計などを担当する。排気管を後ろに突き出して推進力を向上させる「排気ロケット」を彩雲で初めて設計・提案した。これは日本初の試みで、20ノットほど速くなるという効果がみられ、大戦末期の陸海軍機のほぼすべてに採用されている。その他、超大型爆撃機「富嶽」の基本計画（性能計算）に従事したが、試作中に中止になった。その後、小泉製作所で量産機の生産部門を担当する<。
終戦後は航空機開発が禁止され、中島飛行機が分割された後継の会社にいた。航空再開後、富士重工業で国産初の量産型ジェット機T-1の開発責任者として指揮した。同機の設計にあたっては、安定操縦性を重視し、実現性の早いことを念頭に置いて設計したという。また、軽飛行機FA-200の設計などをした。渋谷巌とともに富士重工業航空部門で活躍。1962年、同社取締役宇都宮製作所長となる。退社後、東海大学教授となり、空気力学などを教えた。主な著作に「飛行力学の実際」がある。
2001年度、財団法人日本航空協会より「戦後初の国産ジェット機T-1設計など航空機技術の向上に貢献し、日本の航空界に新風を送り込むなど、戦後の航空技術の再興に尽力されました。」として航空亀齢賞を受賞。